# Giuseppe Antonio Bernabei
Giuseppe Antonio Bernabei (Roma, 1649 – Múnic, 9 de març de 1732) fou un organista, compositor i mestre de capella italià.
Era fill Ercole Bernabei al qual succeí en el seu càrrec de mestre de capella de l'Elector de Baviera, i on va tenir com alumne al tenor-castrat Bernacchi.
A més de nombroses composicions religioses va compondre les òperes següents: 
- Alvida in Abo (1678);
- Enea in Itàlia (1679);
- Ermione (1680);
- La Gloria festeggiante (1688);
- Niobe, regina di Teba (1688).